# Embriókkal történő űrgyarmatosítás

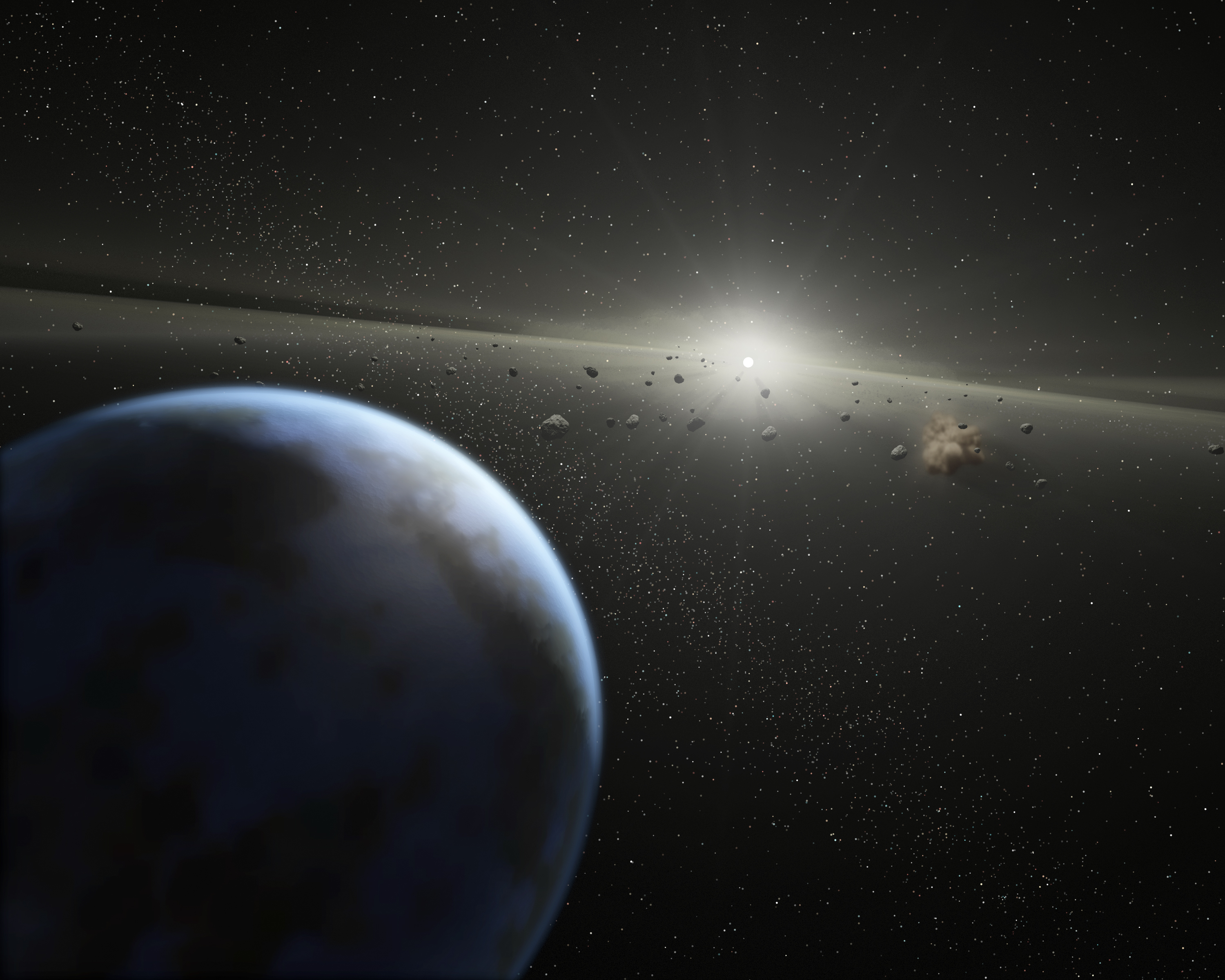
Fantáziarajz a távoli, 40,7 fényévre található HD 69830 d exobolygóról, melyet 2006-ban fedeztek fel Chilében

Az embriókkal történő űrgyarmatosítás egy olyan, ma még nem létező technológia, melynek során a távoli csillagokig nem embereket, hanem csak embriókat küldenénk, hogy majd ott szülessenek meg és fejlődjenek emberré.

## Előnyei
A hipotézis előnyei a kisebb rakománytömeg, a nagyságrendekkel nagyobb legénység és a tág határok között megválasztható utazási idő. A fagyasztott embriók az út során jóval kevesebb energiát és erőforrást igényelnek, mint a felnőtt emberi utasok.
A célállomás egy Földhöz hasonló bolygó lenne, vagy egy olyan, amit előtte még terraformálni kellene. Az intelligens gépek önállóan kialakítanák az első emberek számára a szükséges létesítményeket és megkezdenék az energia- és élelmiszer-termelést is.

## Összehasonlítása más technológiákkal
- Alvó űrhajók: ebben az esetben a teljes legénység hibernált emberekből áll, akiket csak a célállomáson ébresztenek fel. A hipotézis gyenge pontja az, nem biztos, hogy lehetséges a hibernáció több száz vagy akár több ezer éven át;
- Generációs űrhajók: a teljes legénység ébren van, de a célt csak az indulók késői leszármazottai érik el. Ehhez szükséges a legnagyobb tömegű űrhajó, mely biztosítaná a genetikai sokszínűséget és a teljes utazáshoz szükséges összes erőforrást;

## Szükséges technológiák
- robotok, melyek kiépítik a célállomáson a szükséges infrastruktúrát. Ezeknek a robotoknak maximálisan kompaktnak kell lenniük, ezzel is csökkentve az űrhajó súlyát, továbbá képeseknek kell lenniük arra, hogy a helyszínen található nyersanyagokat felkutassák, kitermeljék, majd abból további robotokat készítsenek;
- Mesterséges intelligencia, mely képes a lehető legjobban megtervezni és irányítani a küldetést az első emberek felnövésééig. A nagy távolság miatt lehetetlen a kommunikáció a Földdel, ezért minden helyzetben önálló döntést kell tudjon hozni;
- Mesterséges méh, mely kihordja az első telepeseket. Jelenleg még nem létezik, de a kutatások előrehaladott állapotban vannak.
- Hosszú ideig megbízhatóan, hiba nélkül működő gépek: a gépeknek ki kell bírniuk károsodás nélkül több ezer évet is akár. A jelenlegi számítógépek néhány tíz évet bírnak ki, mielőtt az alkatrészeik elhasználódnának (oxidáció, anyagok diffúziója, tömítőanyagok elöregedése...);
- Meghajtás: olyan űrhajó-meghajtási mód, amivel el lehet jutni a távoli csillagokig. A jelenlegi kémiai megoldások túlságosan rossz hatásfokúak és lassúak a csillagközi utazásokhoz;
- Megfelelő célállomások: Jelenleg nem ismerünk egy olyan exobolygót sem, mely alkalmas lenne az emberi életre. Napjainkban több ezer naprendszeren kívüli exobolygót ismerünk, és gyors ütemben fedeznek fel a csillagászok újabbnál újabbakat.

## További problémák

### Biológiai
- A DNS könnyen megsérülhet a hosszú csillagközi utazás során, a sérült DNS-ből sérült vagy életképtelen egyed születhet;
- Az ember nem önálló élőlény, az életben maradása több száz egyéb mikroorganizmustól függ, melyekkel szimbiózisban él (K-vitamint termelő baktériumok, tejsav baktériumok...). Az újszülött ezeket a környezetéből és az édesanyjától kapja meg, melyre nem lenne lehetősége, ha mesterséges módon születne;

### Etikai
Az embriókkal történő űrgyarmatosítás rengeteg etikai problémát is felvet:
- Milyen összeállítású legyen az embrió szállítmány (vallási, etnikai...)?
- Fel tudnak-e a gépek nevelni egy embert? Az első telepesek úgy nőnének el, hogy nem lennének emberi szüleik, a születésüktől fogva a gépek nevelnék;
- A nevelést végző mesterséges intelligencia a küldetés sikerét szem előtt tartva inkább diktatórikus legyen vagy adjon az emberek első generációjának autonómiát?

## Embriókkal történő űrgyarmatosítás a popkultúrában
A technológia több sci-fi írót is megihletett, így több irodalmi műben és filmben is találunk példákat ilyen technológiákra:
- Arthur C. Clarke – A távoli Föld dalai: A távoli Thalyssa bolygó lakóinak ősei szintén egy ilyen űrhajó fedélzetén érkeztek a bolygóra;
- Christopher Nolan – Csillagok között: A filmben utalás történik arra, hogy az emberiség megpróbálkozott egy ilyen lehetőséggel.